# 西田町板橋
西田町板橋（にしたまち いたはし）は、福島県郡山市の大字である。郵便番号は963-0903。

## 地理
郡山市北東部の西田地区に属する。北から東にかけ西田町丹伊田、南で西田町高柴、西で西田町土棚とそれぞれ隣接する。概ね町村制施行以前の田村郡板橋村の流れを汲む地域である。一級水系阿武隈川水系天神川上流域を主な範囲とする。丘陵地に囲まれた谷あいの平地に水田が広がり、山裾に集落が点在する。西田町三町目に所在する郡山北警察署西田駐在所及び日和田町に所在する郡山消防署日和田分署がそれぞれ管轄にあたる。

### 主な字
字
- 燈籠場
- 石之鼻
- 中島
- 山田
- 大久保

### 河川
一級水系阿武隈川水系
- 天神川

## 歴史
- 1879年1月27日 - 三春藩領板橋村が福島県内における郡区町村制の施行により田村郡の村となる。
- 1889年4月1日 - 町村制の施行により板橋村が丹伊田村、土棚村、高柴村と合併し高野村が発足する。旧板橋村域は高野村の大字となる。
- 1955年4月1日 - 高野村が逢隈村と合併し西田村が発足し、西田村の大字となる。
- 1965年8月1日 - 西田村が中田村と共に郡山市に編入され、郡山市の大字となる。

## 世帯数と人口
2024年1月1日現在の世帯数と人口は以下の通りである。
| 大字       | 世帯数 | 人口  |
| ---------- | ------ | ----- |
| 西田町板橋 | 40世帯 | 103人 |

## 小・中学校の学区
市立小・中学校に通う場合、学区は以下の通りとなる。
| 番地 | 義務教育学校     |
| ---- | ---------------- |
| 全域 | 郡山市立西田学園 |

## 交通

### 道路
- 郡山市道1-48号大田丹伊田線

## 施設
- 板橋区集会所
- 板橋大久保公園
- 熊野桜